# 닛산 VQ 엔진

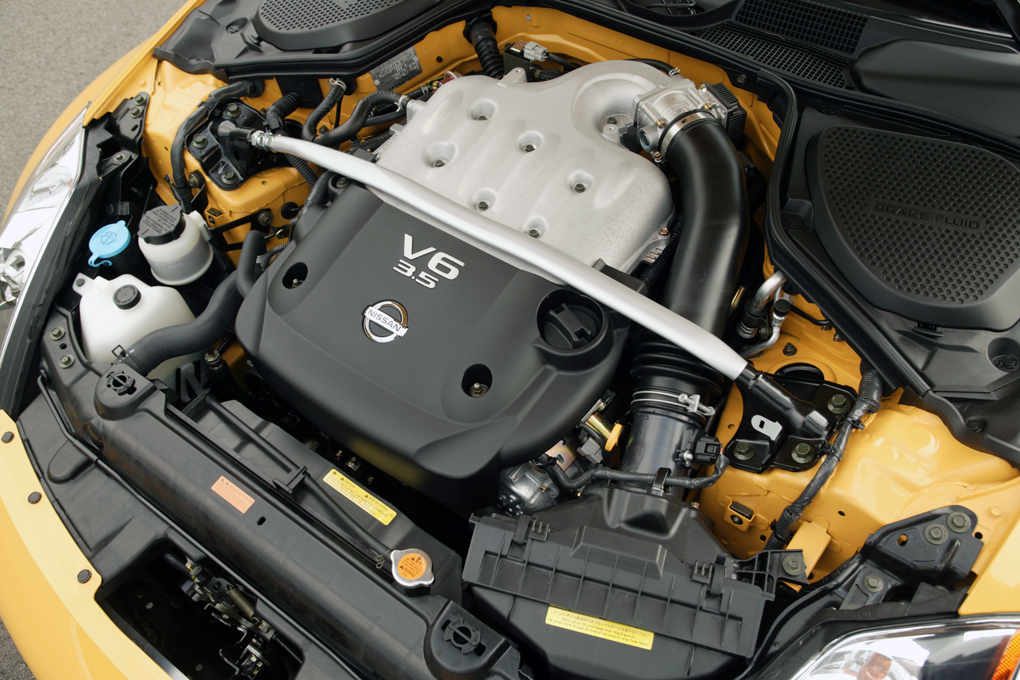

닛산 VQ 엔진은 닛산 자동차가 만든 V6 엔진으로, VG 엔진의 후속 엔진이다. 배기량은 2.0L부터 4.0L까지 구성되어 있다. 엔진은 알루미늄 블럭으로 이루어져 있고 DOHC 방식을 채택하여 실린더 당 4개의 밸브를 가지고 있다. 닛산의 MPI 연료 분사방식을 사용한다. 이후에 나온 엔진에서는 VVT를 사용하고, MPI 방식에서 휘발유 직분사 방식(GDi) 을 채택하여 발전하게 된다. VQ엔진은 Wards 선정 세계 10대 엔진에 10번 이상 선정되었다. 이 엔진을 최초로 장착한 차량은 1994년에 출시한 세피로이며, 대한민국의 르노삼성자동차에서도 SM5와 SM7에 장착하였다.